# Cyrtomium caryotideum
Cyrtomium caryotideum är en träjonväxtart som först beskrevs av Nathaniel Wallich, William Jackson Hooker och Grev., och fick sitt nu gällande namn av Presl. Cyrtomium caryotideum ingår i släktet Cyrtomium och familjen Dryopteridaceae. Inga underarter finns listade.

## Bildgalleri

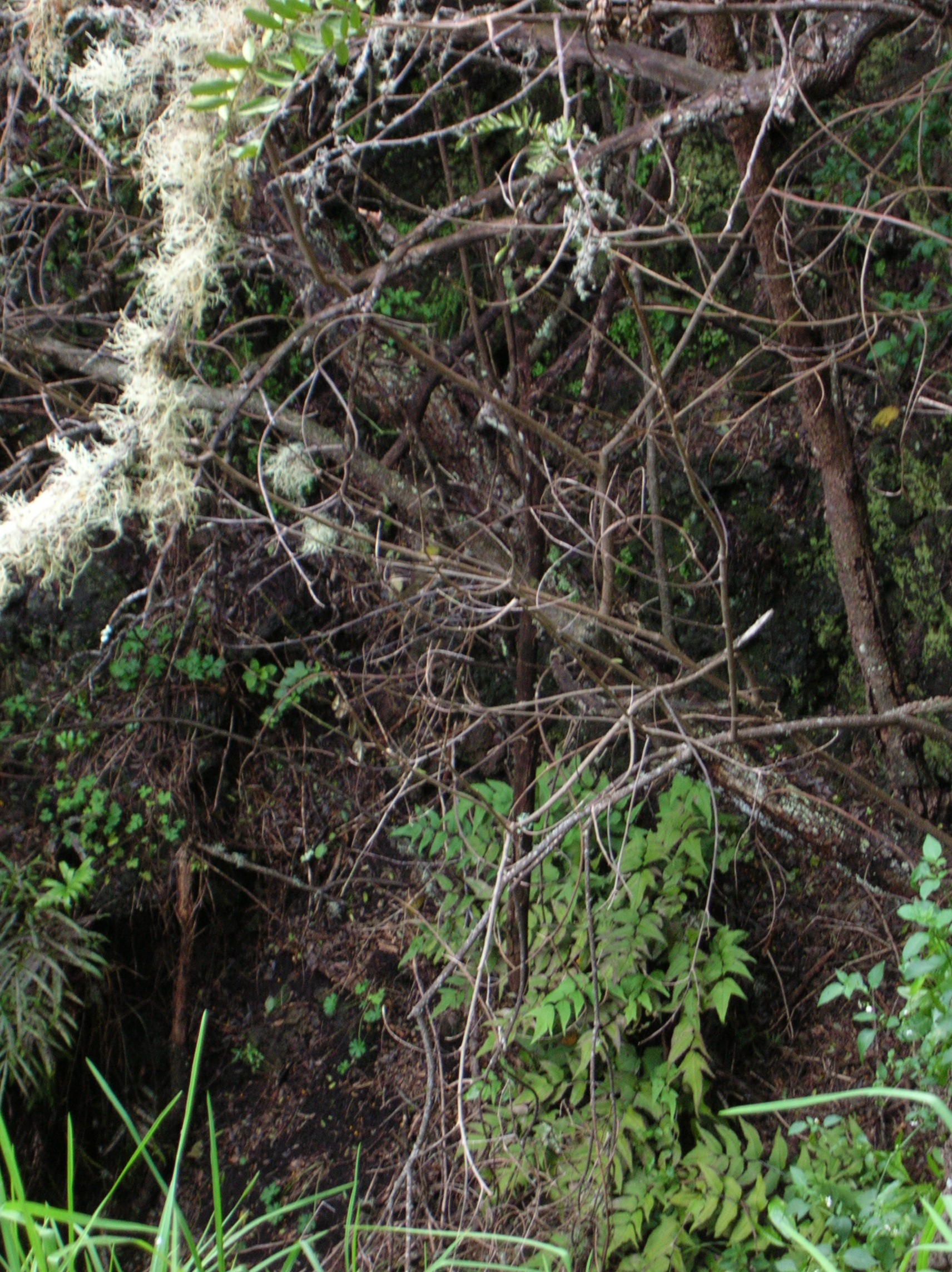
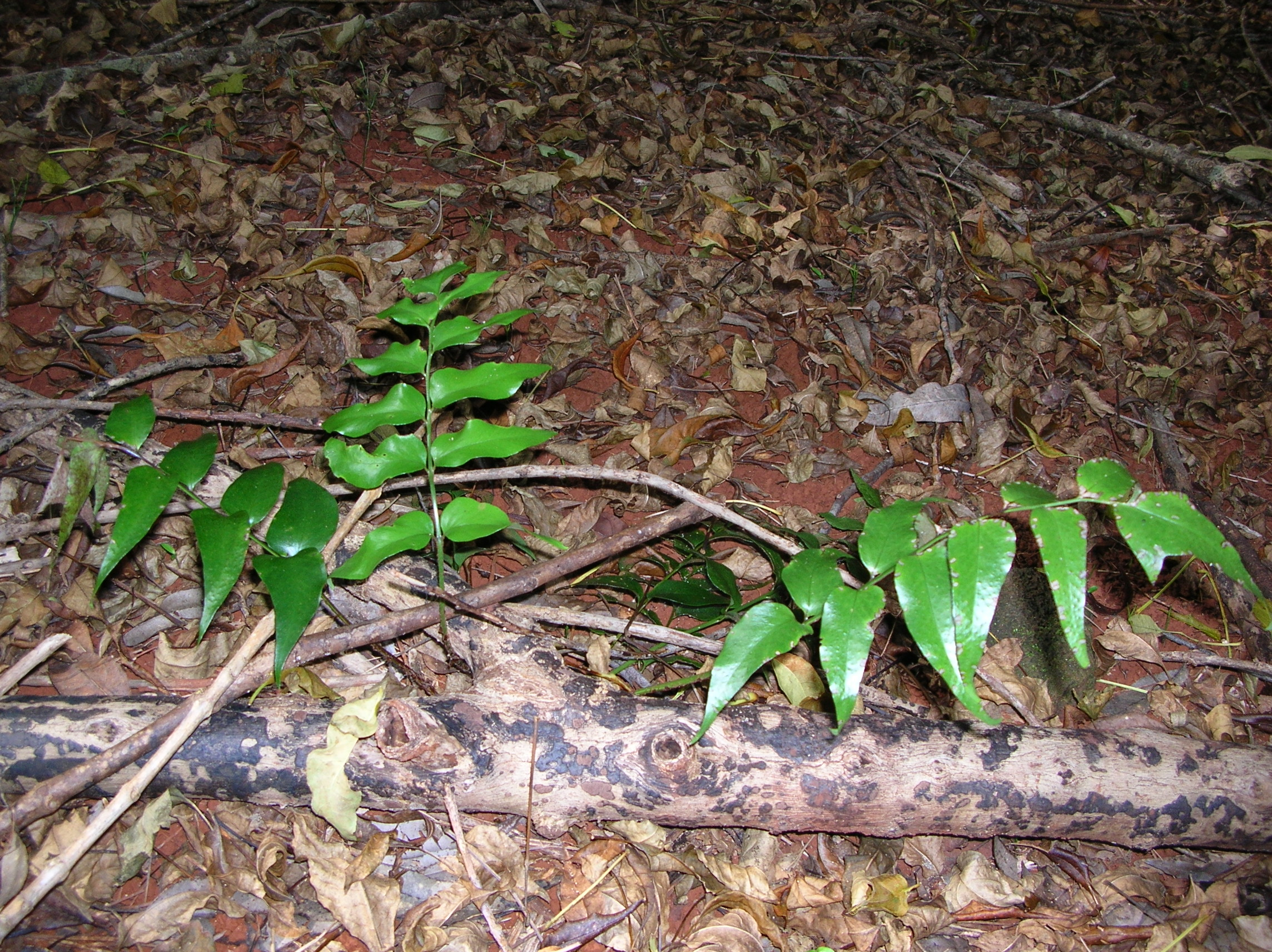
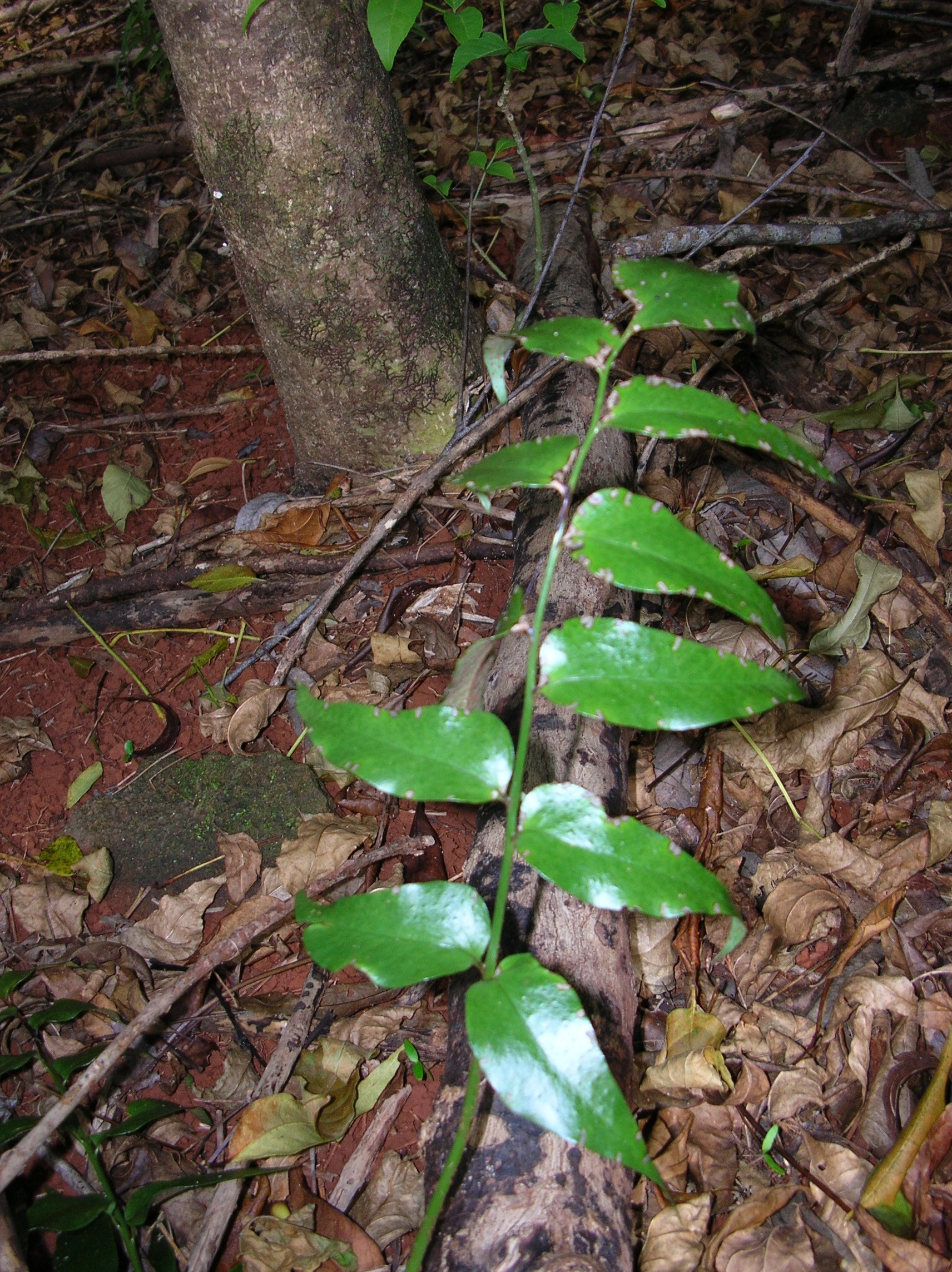
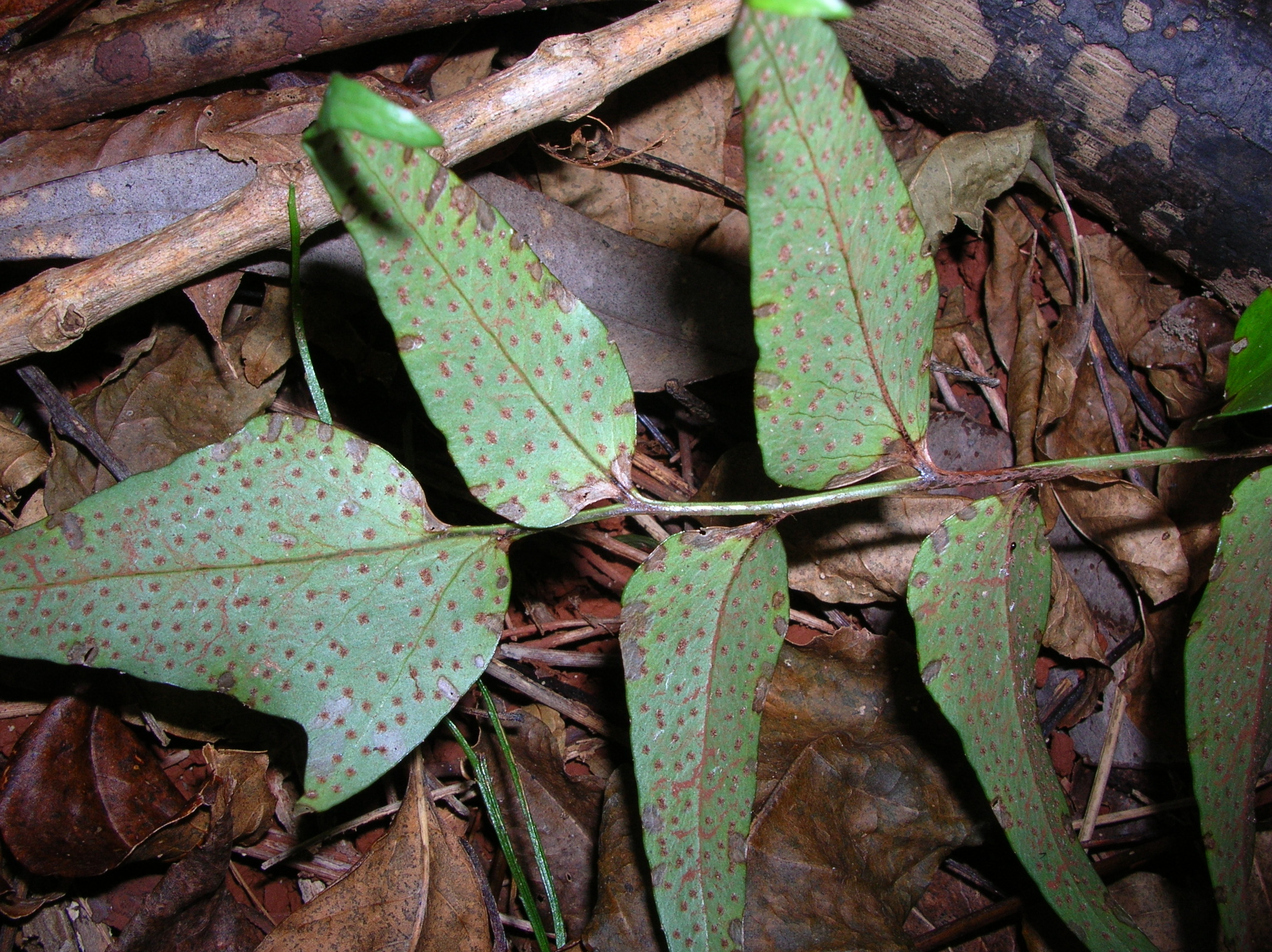
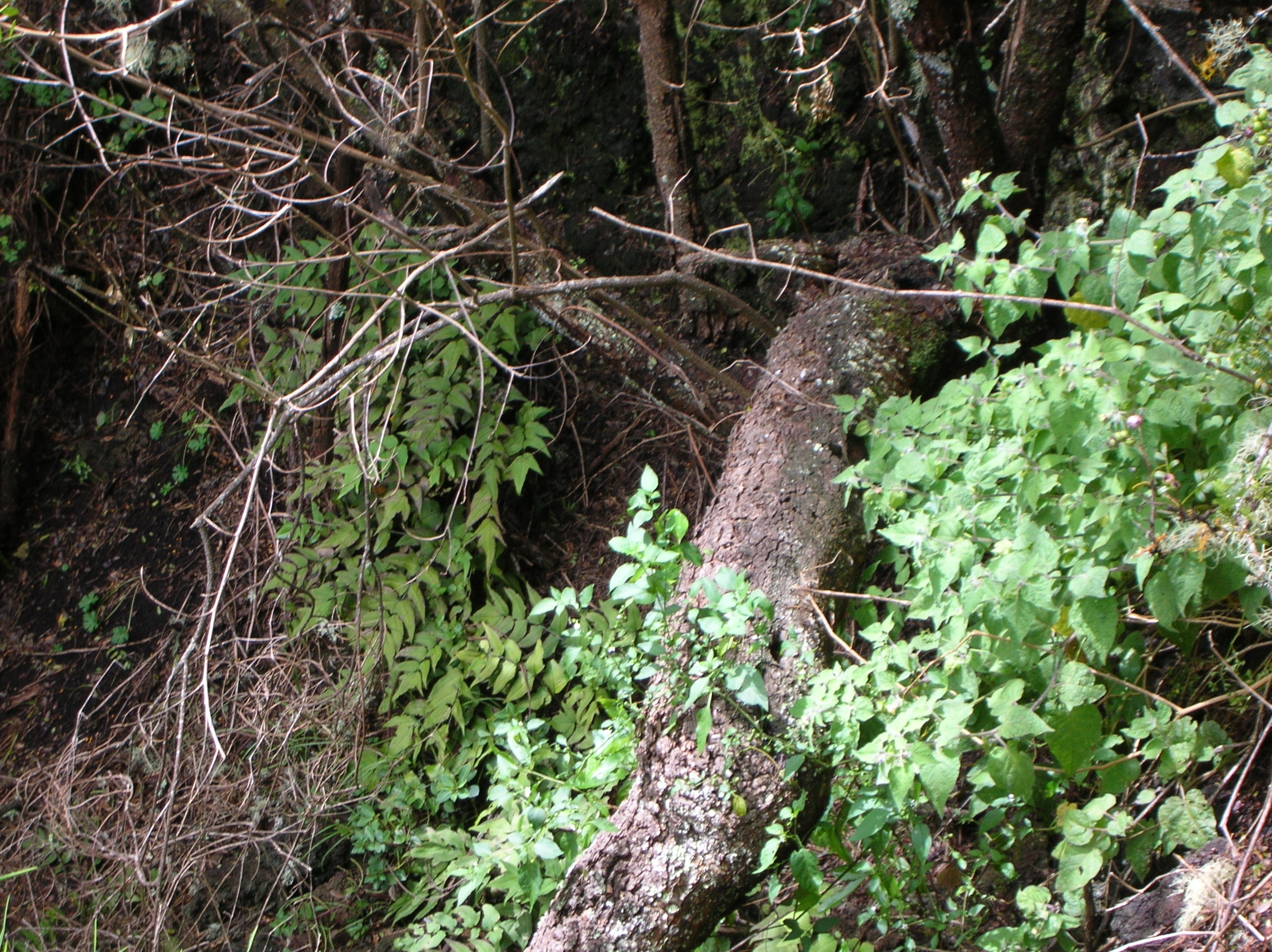
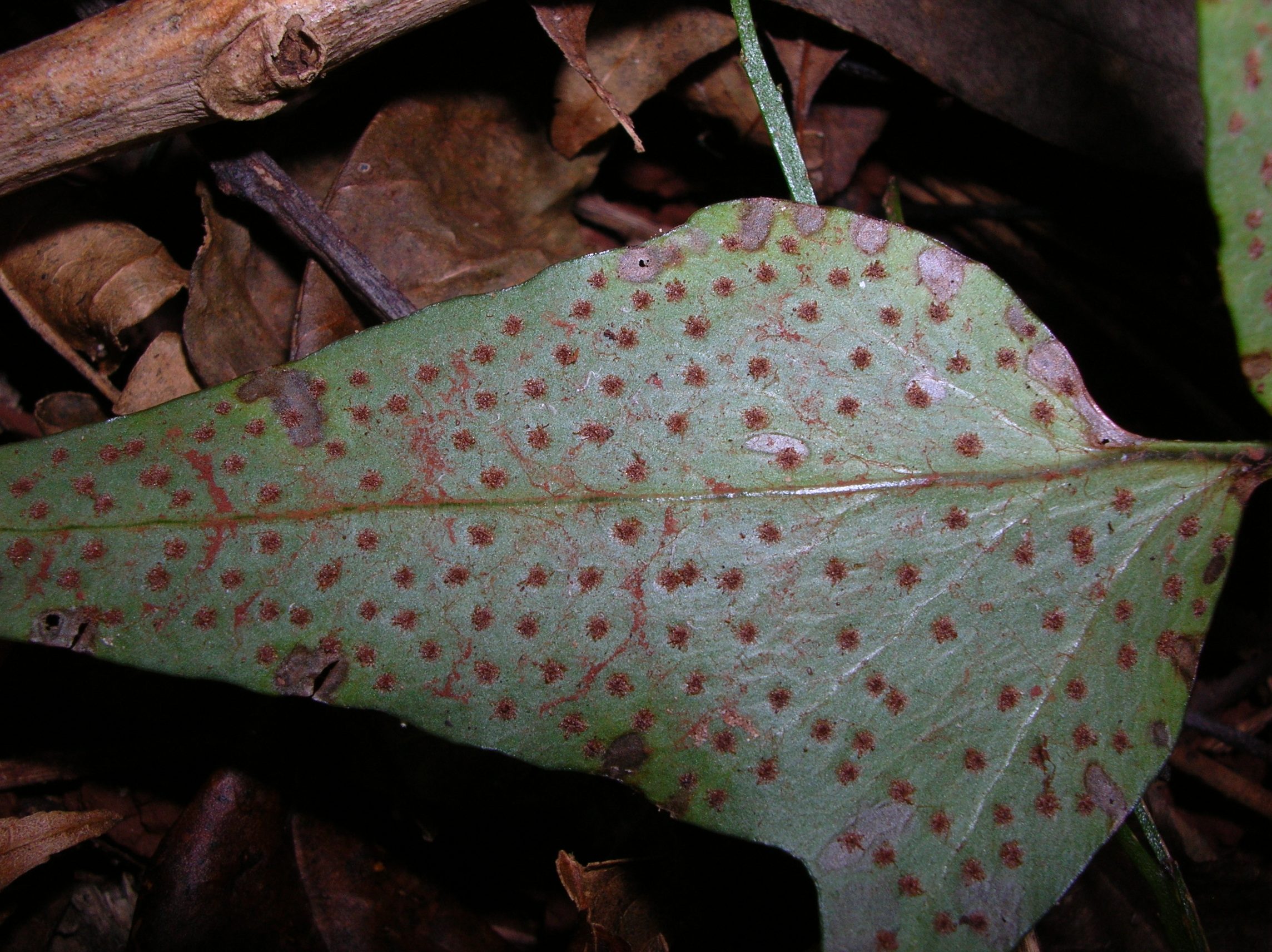